# Heinz Tiessen
(Richard Gustav) Heinz Tiessen (født 10. april 1887 i Königsberg, død 29. november 1971 i Berlin) var en tysk komponist og lærer.
Tiessen hører til Tysklands betydeligste komponister fra det 20. århundrede. Han underviste på Berliner Musikhochschule i musikteori og komposition, og til hans bedst kendte elever hører blandt andre Eduard Erdmann og Sergiu Celibidache.
Tiessen har komponeret to symfonier, orkesterværker, scenemusik, klavermusik, kammermusik, korværker og en strygekvintet. Han komponerede i moderne stil, med et personligt islæt.

## Udvalgte værker
- Symfoni nr. 1 (1911) - for orkester
- Symfoni nr. 2 Dø og bliv til (1912) - for orkester
- Dødsdans suite (1921) - for violin og orkester
- Strygekvintet (1920)